# Tuer un homme (téléfilm)
Pour les articles homonymes, voir Tuer un homme.
Ne doit pas être confondu avec Tuer un homme (film, 2014).
Pour plus de détails, voir Fiche technique et Distribution.
Tuer un homme est un téléfilm français réalisé par Isabelle Czajka, d'après un scénario de Pierre Chosson et Olivier Gorce. Présenté au Festival de la fiction TV de La Rochelle 2016, il a obtenu le prix du meilleur téléfilm.

## Synopsis
Matteo Belmonte est un bijoutier installé, avec sa femme, Christine, dans une petite ville de l’Hérault. Alors qu'il est à son atelier, un individu pénètre dans la boutique et menace sa femme d'un pistolet. Matteo prend une arme dans son tiroir et tire deux coups de feu sur l'agresseur qui s'enfuit en moto avec un complice. Il meurt quelques minutes plus tard sous les yeux de Romy, la fille du couple de bijoutiers.
D'un côté les gendarmes interrogent le couple et mettent Matteo en garde à vue pour éclaircir les faits et établir s'il s'agit d'un cas de légitime défense. D'un autre côté, les voisins apportent leur soutien au bijoutier. Cependant, contre la volonté de Matteo, un politicien utilise ce fait pour des visées électoralistes en dénonçant les multiples agressions dont sont victimes les commerçants du quartier.
Cette situation difficile distend les liens du couple. Romy comprend son père mais pense aussi à la victime qu'elle a vu mourir, père d'un jeune enfant.

## Fiche technique
- Réalisation : Isabelle Czajka
- Scénario : Pierre Chosson et Olivier Gorce
- Photographie : Renaud Chassaing
- Musique : Éric Neveux
- Chef décorateur : Valérie Saradjian
- Ingénieur du son : Olivier Schwob
- Monteur : Isabelle Manquillet
- Directrice de production : Marie-Anne Leverbe
- Production : Arte France et Diaphana Films
- Durée : 85 minutes
- Genre : drame
- Date de présentation en festival :  France : 16 septembre 2016 (Festival de la fiction TV)
- Dates de diffusion : 27 janvier 2017 sur Arte[4]

## Distribution
Sauf indication contraire, les informations mentionnées dans cette section peuvent être confirmées par la base de données cinématographiques IMDb,  présente dans la section « Liens externes ».
- Frédéric Pierrot : Matteo, le mari
- Valérie Karsenti : Christine, la femme
- Éva Lallier : Romy, la fille
- Éric Pucheu : Paul, le fils
- Julie Moulier : Béatrice Allard
- Laurent Poitrenaux : Maître Castel, l'avocat
- Pascal Rénéric : Richard
- Charlotte Talpaert : Lucie
- Agathe Dronne : Véro
- Pierre-Félix Gravière : Le juge Eysséric
- Marie-Philomène Nga : La mère de Rufin
- Samuel Arnold : Rufin Mokili
- Olivier Clastre : Le président du tribunal
- Frédérique Dufour : Cliente Bijouterie
- Simon Guibert : Le prof Ollitro
- Raynaldo Houy Delattre : Gendarme de garde
- Dominique Ratonnat : Le voisin
- Marik Renner : Maître Constantin
- Nicolas Vallet : Technicien alarme

## Tournage
Ce téléfilm a été tourné dans l'Hérault, en grande partie à Clermont-l'Hérault (en avril 2016) et certaines scènes à Saint-Gély-du-Fesc et au palais de justice de Montpellier.

## Récompense
Ce téléfilm a obtenu le prix du meilleur téléfilm au 18e Festival de la fiction TV de La Rochelle en 2016.